# 10月21日 (旧暦)
旧暦10月21日は旧暦10月の21日目である。六曜は赤口である。

## できごと
- 治承4年（ユリウス暦1180年11月10日） - 源頼朝と源義経の兄弟が駿河国の黄瀬川で初めての対面[要出典]
- 貞和元年/興国6年（ユリウス暦1345年11月15日） - 北朝が康永から貞和に改元
- 寛政12年（グレゴリオ暦1800年12月7日） - 伊能忠敬が蝦夷地・奥州街道の測量を終えて江戸に帰着。12月に略測図を幕府に上呈
- 安政4年（グレゴリオ暦1857年12月7日） - アメリカ総領事ハリスが江戸城に登城し徳川家定と会見

## 誕生日
- 大中6年（ユリウス暦852年12月5日） - 朱全忠、五代後梁の初代皇帝（+ 912年）
- 貞享元年（グレゴリオ暦1684年11月27日） - 徳川吉宗、江戸幕府8代将軍・5代紀伊藩主（+ 1751年）

## 忌日
- 慶長17年（グレゴリオ暦1612年11月13日） - 伊東マンショ、天正遣欧少年使節正使（* 1569年?）
- 享保11年（グレゴリオ暦1726年11月14日） - 伏見宮邦永親王、伏見宮第14代当主（* 1676年）
- 文政元年（グレゴリオ暦1818年11月19日） - 司馬江漢、洋画家（* 1738年）
- 天保5年（グレゴリオ暦1834年11月21日） - 酒井忠良、伊勢崎藩主（* 1808年）